# Masamune Shirow
Masanori Ota (太田正典, Ōta Masanori,  Kobe, 23 de novembro de 1961), mais conhecido por seu pseudônimo Masamune Shirow (士郎 正宗, Shirō Masamune), é um artista de mangá japonês. Shirow é mais conhecido pelo mangá Ghost in the Shell, que desde então foi transformado em três filmes animados para cinema, duas séries de anime para televisão, um filme de anime para televisão, uma série de anime ONA, um filme live action e vários videogames.

## Carreira
Masamune Shirow nasceu na capital da província de Hyōgo, Kobe, no Japão. Estudou pintura a óleo, na Universidade de Artes de Osaka. Também é formando em engenharia mecânica. Enquanto estava na faculdade, ele desenvolveu um interesse em mangá, que o levou a criar o seu primeiro trabalho original, Black Magic, que foi publicado no doujinshi Atlas. Seu trabalho chamou a atenção do Presidente da editora Seishinsha, Harumichi Aoki, que se ofereceu para publicá-lo.
Neste primeiro trabalho lançado em 1985, já se mostrando como um autor bastante complexo, Shirow demonstrou um interesse especial em tudo relacionado a distopias, desenvolvimento tecnológico e o mundo da política e a mistura de magia e bruxaria com alta tecnologia.
No mesmo ano, ele começou a publicar seu segundo trabalho, o mais longo: Appleseed, com a mesma editora, mas em uma revista diferente chamada Comic Gaia, que o compilou em quatro volumes (1985-1989), a história foi um best-seller, ganhando o Seiun Award de 1986 para Melhor Mangá. Esta série na verdade ainda está inacabada, depois de ter passado dez anos desde o último volume, embora publicou duas edições da série chamada Appleseed Data Book e Appleseed Hiper Notes, que não são continuações da obra, mas esclarecimentos e dados extendidos sobre a série. Ela se tornou uma série OVA em 1988, um filme em 3D em 2007, chamado de Appleseed Ex Machina, e mais um em 2017 chamado Appleseed Alpha.
Ainda em 1986 nasce Dominion, seu trabalho de quadrinhos futuristas, pelo editorial Hakusensha , na revista Young Animal Arashi. Quatro OVAs foram feitas em 1989 e seis episódios em 1993, mas com outro nome: New Dominion Tank Police, pelo estudo de J.C.Staff.
Em 1989, ele cria uma das obras mais reconhecidas do mundo, Ghost in the Shell, de acordo com a editora Kodansha. Neste mangá, ele definitivamente se tornou um culto autor e um dos profissionais mais respeitados no mundo do mangá.
O mangá Ghost in the Shell, rendeu a produção de dois filmes e séries de anime Ghost in the Shell: Stand Alone Complex, seguido de Ghost in the Shell: Stand Alone Complex 2nd GIG e  OVA: Ghost in the Shell: Stand Alone Complex Solid State Society, sendo um dos mais caros da história.
No início dos anos 90, em 1991, criou Orion, um devaneio religioso místico, em que se pode ver muitas nuances entre a religião budista (o ramo japonês ou Zen) e a cristã. Neste trabalho, pode-se encontrar muitos toques humorísticos.
Em 1992, lança seu trabalho mais inusitado: Exon Depot. Trata-se de um mangá em 3 capítulos, sem qualquer diálogo. É em si um mangá, mas apenas contendo ilustrações.
Ainda em 1992, lança seu primeiro livro de ilustrações intitulado Depot Intron, onde são recolhidos suas obras com a técnica do airbrush, que se repetiria em trabalhos futuros, embora já esteja presente no mangá Ghost in the Shell entre outros.
Em 1995, publica  Dominion tank police: conflict, para o editorial Seishinsha na revista ‘’Young Manga’’.
Em 1998, publica seu segundo livro de ilustrações Intron Depot 2: Blades. Seus trabalhos também são encontrados no mundo da informática e jogos de computador, onde os personagens Orion e Sampaguita foram idealizados.
Em 2007, ele colaborou novamente com Production I.G para co-criar o conceito original para a série de televisão de anime Ghost Hound, projeto de aniversário de 20 anos da Produção I.G. Uma outra e maior colaboração original com Production I.G começou a ser exibida em abril de 2008, intitulado Real Drive.

### Mangás
- Dominion (ドミニオン, Dominion) series:

1. Dominion (ドミニオン, Dominion) (1985–1986)
2. "Dominion: Phantom of the Audience" (1988), short story
3. Dominion Conflict One: No More Noise (ドミニオンC1コンフリクト, Dominion C1 Konfurikuto) (1995)

- Ghost in the Shell (攻殻機動隊, Kōkaku Kidōtai) series:

1. Ghost in the Shell (攻殻機動隊, Kōkaku Kidōtai) (1989–1990)
2. Ghost in the Shell 1.5: Human-Error Processor (攻殻機動隊 HUMAN-ERROR PROCESSOR, Kōkaku Kidōtai Hyūman Erā Purosessā) (1991–1996)
3. Ghost in the Shell 1.6: The Human Algorithm (攻殻機動隊 THE HUMAN ALGORITHM, Kōkaku Kidōtai: The Human Algorithm) (2019), with Junichi Fujisaku
4. Ghost in the Shell 2: Man-Machine Interface (攻殻機動隊 MAN-MACHINE INTERFACE, Kōkaku Kidōtai Manmashīn Intāfēsu) (1997)

#### Histórias Independentes
- Black Magic (ブラックマジック, Burakku Majikku) (1983)
- Appleseed (アップルシード, Appurushīdo) (1985–1989)
- Gun Dancing (グン・ダンシング) (1986)
- Pile Up (ピル・ウプ) (1987)
- Orion (仙術超攻殻オリオン, Senjutsu Chōkōkaku Orion) (1990–1991)
- Exon Depot (1992)
- Neuro Hard, or Neuro Hard: Planet of the Bees, or Neuro Hard: Planet of the Wasps (NEURO HARD 蜂の惑星, Neuro Hard: Hachi no Wakusei) (1992–1994)
- Ghost Hound: Another Side (神霊狩 ANOTHER SIDE, Shinreigari: Another Side) (2007–2008)
- Real Drive (RD 潜脳調査室, RD Sennou Chousashitsu) (2008)

### Artbooks
Uma quantidade relativamente grande do trabalho de Shirow foi lançado em livros de arte (Artbooks) ou formato de livros-pôsteres.
- Intron Depot 1 (1992) (livro de artes com tema de ficção-científica colecionando seus trabalhos entre 1981 e 1991)
- Intron Depot 2: Blades (1998) (livro de artes com tema de fantasia protagonizada por mulheres de armaduras e armas exageradas)
- Cybergirls Portfolio (2000)
- Intron Depot 3: Ballistics (2003) (livro de artes coloridas e em CG com tema militar protagonizadas por mulheres e armas)
- Intron Depot 4: Bullets (2004) (livro de artes coloridas de cenário para animes e obras de jogos como "Gundress" e "Sampaguita" colecionando seus trabalhos entre 1995 e 1999)
- Intron Depot 5: Battalion (2012) (artes para animação e games não comercializadas, cobrindo os anos de 2001 à 2009)
- Intron Depot 6: Barb Wire 01 (2013)
- Intron Depot 7: Barb Wire 02 (2013) (Ambos incluem ilustrações do romance "Classical Fantasy Within" de Soji Shimada em cores e formato grande)
- Intron Depot 8: Bomb Bay (2018) (ilustrações de 1992–2009)
- Intron Depot 9: Barrage Fire (2019) (ilustrações de 1998–2017)
- Intron Depot 10: Bloodbard (2020) (ilustrações de 2004–2019)
- Intron Depot 11: Bailey Bridge (2020) (ilustrações de 2012–2014)
- Kokin Toguihime Zowshi Shu (2009)

Galgrease (publicado na Uppers Magazine, 2002) é uma coletânea de diversos mangás eróticos e de livros-pôsteres feitos por Shirow. O nome vem do fato de que as mulheres representadas muitas vezes parecem "lubrificada/oleosa" (do inglês, greased).
A primeira série de livros incluem quatro números a seguir:
- Wild Wet West (tema de velho oeste molhado)
- Hell Hound (tema de Horror)
- Gal Hound (tema de ficção científica de um futuro próximo)

A segunda série incluiu uma outros 12 fascículos nos seguintes mundos:
- Wild Wet Quest (uma sequência de Wild Wet West estilo Tomb Raider ou Indiana Jones)
- Hell Cat (tema de piratas)
- Gal Hound 2 (sequencia ao tema de ficção científica de um futuro próximo)

Depois de cada série regular, havia um ou mais livros-pôsteres que revisitavam os personagens e configurações existentes.
- Pieces 1 (2009)
- Pieces 2: Phantom Cats (2010)
- Pieces 3: Wild Wet Quest (2010)
- Pieces 4: Hell Hound 01 (2010)
- Pieces 5: Hell Hound 02 (2011)
- Pieces 6: Hell Cat (2011)
- Pieces 7: Hell Hound 01 & 02 Miscellaneous Work + α (2011)
- Pieces 8: Wild Wet West (2012)
- Pieces 9: Kokon Otogizoshi Shu Hiden (2012)
- Pieces GEM 01: The Ghost in The Shell Data + α (2014)
- Pieces GEM 02: Neuro Hard Bee Planet (2015)
- Pieces GEM 03: Appleseed Drawings (2016)
- W-Tails Cat 1 (2012)
- W-Tails Cat 2 (2013)
- W-Tails Cat 3 (2016)
- Greaseberries 1 (2014)
- Greaseberries 2 (2014)
- Greaseberries 3 (2018)
- Greaseberries 4 (2019)
- Greaseberries Rough (2019)

### Trabalhos Menores
- "Areopagus Arther" (1980), publicado em ATLAS" (doujinshi)
- "Yellow Hawk" (1981), publicado em ATLAS" (doujinshi)
- "Colosseum Pick" (1982), publicado em Funya" (doujinshi)
- "Pursuit (Manga)" (1982), publicado em Kintalion" (doujinshi)
- "Opional Orientation" (1984), publicado em ATLAS" (doujinshi)
- "Battle on Mechanism" (1984), publicado em ATLAS" (doujinshi)
- "Metamorphosis in Amazoness" (1984), publicado em ATLAS" (doujinshi)
- "Arice in Jargon" (1984), publicado em ATLAS" (doujinshi)
- "Bike Nut" (1985), publicado em Dorothy" (doujinshi)
- "Gun Dancing" (1986), publicado em Young Magazine Kaizokuban
- "Pile Up" (mangá, duas partes) (1987), publicado em Young Magazine Kaizokuban
- "Colosseum Pick" (1990)  publicado em Comic Fusion Atpas" (doujinshi)
- "Neuro Hard - The planet of a bee" (duas partes in 1992, quatro em 1993 e quatro em 1994), publicado em Comic Dragon[1]

### Outros
- Design da série de mouse MAPP1-SM (2002, licenciado pela Elecom)
- Pandora in the Crimson Shell: Ghost Urn (2012), mangá com conceito original do Shirow, e escrito e ilustrado por Koshi Rikdo (criador de Excel Saga).
- Design de fones de ouvido EHP-SH1000 and EHP-SL100 (2016, licenciado pela Elecom)
- Valeria Files (romance: ilustrações)
- Landrock (romance: ilustração)
- Gen'yō ken kiden Sagiri (romance: ilustração)
- Shin Exorcist Kyoya Akagami (romance: ilustração)
- Evil God Hunter (romance: ilustração)
- Ghost in the Shell: Shakunetsu no Toshi (romance: ilustração)
- Ghost in the Shell: STAR SEED (romance: ilustração)
- Classical Fantasy Within (2008) (romance: ilustração)
- Ashura Fantasy Series (RPG de mesa: Capa)
- Shin Taima Senki TRPG Series (RPG de mesa: capa)
- The Third Kanzenban (2015) (romance: capa, ilustrações)

## Animações

### Filmes
- ''O Fantasma do Futuro'' (1995) de Mamoru Oshii
- O Fantasma do Futuro 2: Innocence (2004) de Mamoru Oshii
- Appleseed (2004) de Shinji Aramaki
- ''Ghost in the Shell: Stand Alone Complex - Solid State Society'' (2006) de Kenji Kamiyama
- ''Appleseed Ex Machina'' (2007) de Shinji Aramaki e John Woo
- Appleseed Alpha (2014) de Shinji Aramaki e Joseph Chou
- O Fantasma do Futuro: O Novo Filme (2015)

### OVAs
- Black Magic M-66 (1987) de Hiroyuki Kitakubo e Masamune Shirow (este é o único anime em que Shirow teve um papel direto com a produção)
- Appleseed (1988) de Kazuyoshi Katayama
- Dominion (1988) de Takaaki Ishiyama e Kôichi Mashimo
- New Dominion Tank Police (1990) de Noboru Furuse e Junichi Sakai
- Landlock (1995) de Yasuhiro Matsumura
- Gundress (1999) de Junichi Sakai
- Tank Police Team: Tank S.W.A.T. 01 (2006) de Romanov Higa
- Kakuko no Pandora - Ghost Urn (2015)

### Televisão
- Ghost in the Shell: Stand Alone Complex (2003) de Kenji Kamiyama (25-26 minutos por episódio; também chamado de Alone on Earth ou GitS:SAC)
- Ghost in the Shell: S.A.C. 2nd GIG (2004) de Kenji Kamiyama (25-26 minutos por episódio; segunda temporada de GitS:SAC)
- Shinreigari/Ghost Hound (2007) conceito original em colaboração com Production I.G
- Real Drive (2008) conceito original em colaboração com Production I.G
- Ghost in the Shell: Arise (2013) de Kazuchika Kise (episódios de 4 horas)

## Live action
- A Vigilante do Amanhã - Ghost in the Shell (2017) de Rupert Sanders

## Videogames

### Arcade
- ''Horned Owl'' (jogo de arma de tiro e luz)

### PC Engine
- ''Toshi Tensou Keikaku: Eternal City'' (plataforma de ação)

### Super Famicom
- ''Appleseed''

### Nintendo DS
- ''Fire Emblem: Shadow Dragon'' (Estratégia RPG)

### PlayStation
- ''Ghost in the Shell''
- ''Yarudora Series Vol. 3: Sampaguita''
- ''Project Horned Owl''
- ''Gundress''

### PlayStation 2
- ''Ghost in the Shell: Stand Alone Complex''
- ''Appleseed EX'' (lançado somente no Japão)

### PlayStation Portátil
- ''Ghost in the Shell: Stand Alone Complex''
- ''Yarudora Series Vol. 3: Sampaguita''

### Microsoft Windows
- ''Ghost in the Shell: First Assault - Stand Alone Complex Online'' (Arena First Person Shooter)